# 3202 Graff
Graff (asteroide 3202) é um asteroide da cintura principal, a 3,4961486 UA. Possui uma excentricidade de 0,1115323 e um período orbital de 2 851,13 dias (7,81 anos).
Graff tem uma velocidade orbital média de 15,01476768 km/s e uma inclinação de 11,10715º.
Este asteroide foi descoberto em 3 de Janeiro de 1908 por Max Wolf.